# Fred Hucul
Frederick Albert Hucul (Tuberose, 4 dicembre 1931 – 4 giugno 2025) è stato un hockeista su ghiaccio canadese che nel corso della carriera militò nella National Hockey League.

## Carriera
Hucul giocò a livello giovanile nella WCJHL per due stagioni con la maglia dei Moose Jaw Canucks, ma già nella stagione 1950-1951 ebbe modo di esordire nel mondo professionistico all'interno dell'organizzazione dei Chicago Blackhawks. Rimase per quattro stagioni trovando un posto da titolare solo nella stagione 1952-53; negli altri anni invece si alternò fra la NHL e le formazioni affiliate nelle leghe minori, come la WCSHL, l'AHL con i St. Louis Flyers e la QHL con i Quebec Aces.
Nel 1954 Hucul lasciò la NHL trasferendosi definitivamente ai Calgary Stampeders, formazione della WHL con cui già disputò parte dell'ultima stagione. Nel corso delle stagioni si impose come uno dei difensori più forti della lega conquistando numerose nomination all'All-Star Team della lega ma mai il titolo della Lester Patrick Cup.
Nel 1963 Hucul passò all'organizzazione dei Toronto Maple Leafs, tuttavia continuò a giocare nella WHL con le maglie dei Denver Invaders e dei Victoria Maple Leafs. Nel 1967 rimase senza contratto per la stagione successiva e durante l'NHL Expansion Draft venne selezionato dai St. Louis Blues, una delle sei nuove franchigie iscritte alla NHL. Grazie alla chiamata dei Blues poté fare ritorno in NHL dopo tredici stagioni di assenza, tuttavia dopo sole due partite nell'autunno nel 1968 decise di ritirarsi dall'attività agonistica.

## Palmarès

### Individuale
- WHL Prairie Division First All-Star Team: 2

1957-1958, 1958-1959
- WHL First All-Star Team: 4

1955-1956, 1962-1963, 1963-1964, 1965-1966
- WHL Second All-Star Team: 2

1960-1961, 1961-1962